# Vandervoort
Vandervoort è un comune degli Stati Uniti d'America, situato in Arkansas, nella contea di Polk.